# Donja Briska
Donja Briska (cyr. Доња Бриска) – wieś w Czarnogórze, w gminie Bar. W 2011 roku liczyła 27 mieszkańców.